# Eichen (Schopfheim)
Das Dorf Eichen (ⓘ, alemannisch Eie) im Südschwarzwald ist heute ein Ortsteil der Stadt Schopfheim. Es liegt an der Nordseite des Dinkelberges im Osten von Schopfheim.

## Geologie
Das alte Dorf hat sich in einer Talnische am Fuß des Dinkelbergs im Bereich des Unteren Muschelkalks angesiedelt. Über dem auf der Gemarkung nirgends aufgeschlossenen Mittleren Muschelkalk folgen die gebankten oder plattigen Kalke des Oberen Muschelkalks, der in den Steinbrüchen des Dinkelbergs zu sehen ist und den Untergrund des östlichen Plateaus bildet. Dieser Teil der Gemarkung ist Karstgebiet. Im rissig-klüftigen Oberen Muschelkalk versickern die Niederschläge, sodass hier keine dauerhaften Fließgewässer vorkommen. Erst über wasserstauenden Schichten des Mittleren oder auch erst des Unteren Muschelkalks treten Quellen aus. Zu den Karsterscheinungen gehören hier Dolinen und Trockentäler. Letztere sind durch temporäre Schmelzwässer in der Eiszeit entstanden, als der Untergrund durch Eis (Permafrost) versiegelt war. In einer großen durch eine dicke Lehmschicht abgedichteten Doline (einer Karstwanne) tritt der Eichener See episodisch auf. Die karsthydrologischen Verhältnisse sind noch nicht ganz geklärt. Der See erscheint nur nach ausgiebigen Niederschlägen oder Schneeschmelze und füllt sich mit Grundwasser, wobei auch das Ansteigen des sich über dem Mittleren Muschelkalk stauenden Karstwassers eine Rolle zu spielen scheint.
Wie schon bei Wiechs lagert die Muschelkalkplatte des Dinkelbergs bei Eichen auf einem allerdings hier deutlich niedrigeren Buntsandsteinsockel, auf dem zum Teil stark verwitterte alte Wiese-Schotter (Hochterrassenreste) aus der vorletzten Eiszeit liegen (etwas außerhalb der Gemarkung).

## Geschichte
Eichen wurde wie der Hauptort erstmals 807 in einer Schenkungsurkunde an das Kloster St. Gallen urkundlich als Eihheim erwähnt. Neuere Untersuchungen zu dieser Urkunde kommen zum Schluss, dass sie schon auf das Jahr 799 zu datieren ist. Für das Jahr 1258 ist ein Guntherus de Eicheim überliefert. 1344 besaß die zum Kloster St. Blasien gehörende Propstei Weitenau hier ein Gehöft. Markgraf Rudolf III. von Hachberg-Sausenberg holte 1372 bei den Herzogen von Österreich eine lehensrechtliche Genehmigung ein, um seiner Gattin, Adelheid von Lichtenberg, auch das Dorf Eichen als Sicherheit für deren Mitgift zu überschreiben. Hieraus wird geschlossen, dass das Dorf 1315 als Teil der Röttler Erbschaft an die Markgrafen von Hachberg-Sausenberg kam. Seit 1503 gehörte Eichen dann zur Markgrafschaft Baden bzw. nach der Erbteilung zur Markgrafschaft Baden-Durlach.
Ab 1809 war das Dorf eine selbständige Gemeinde. Anlässlich der kommunalen Gebietsreform wurde es am 1. Januar 1975 in die Stadt Schopfheim eingegliedert. Eichen ist auch heute noch landwirtschaftlich geprägt und weist, etwa im Gegensatz zum benachbarten Ortsteil Wiechs, noch immer eine dörfliche Siedlungsform auf.

## Politik

### Ortschaftsrat
Eichen hat einen aus sechs Mitgliedern bestehenden Ortschaftsrat, dessen Vorsitzender (Ortsvorsteher) Rudolf Wassmer ist.

### Wappen
In Silber auf grünem Schildfuß eine grüne Eiche mit silbernen Eicheln und schwarzem Stamm.
Es handelt sich bei dem seit 1904 gültigen Wappen um ein sprechendes Wappen, da es auf den Ortsnamen anspielt. Die seit 1809 selbständige Gemeinde führte die Eiche als Siegelbild. Die Gestaltung des Wappens und die Farbgebung legte das Generallandesarchiv 1904 fest.

## Kultur und Sehenswürdigkeiten

### Eichener See
Zwischen Eichen und der Gemeinde Hasel liegt der Eichener See, eine zeitweise mit Wasser gefüllte Doline. Wegen des für Deutschland einzigartigen Vorkommens des Kiemenfüßers Tanymastix lacunae steht der Eichener See seit 1983 unter Naturschutz. Dieser etwa 2 Zentimeter lange Krebs hat eine weißliche Farbe und wurde 1911 von zwei Schweizer Zoologen im Eichener See entdeckt. Er kann im Eichener See nur deshalb überleben, weil er Dauereier ausbildet, die nicht nur eine weitgehende Austrocknung ertragen, sondern eine Trockenperiode benötigen, bevor sie sich entwickeln können. Ein Weibchen kann bis zu 17.000 Eier legen.

### Bauwerke
Am westlichen Ortsrand am Friedhof steht die Evangelische Kirche aus den 1810er Jahren. Im Hofackerweg befindet sich ein Bau mit zweieinhalb Stockwerken und einem angebauten achteckigen Treppenturm mit Zwiebeldach, der auch als Schloss Eichen bezeichnet wird. Dieses Schloss stammt aus dem Jahr 1569.

### Brauchtum

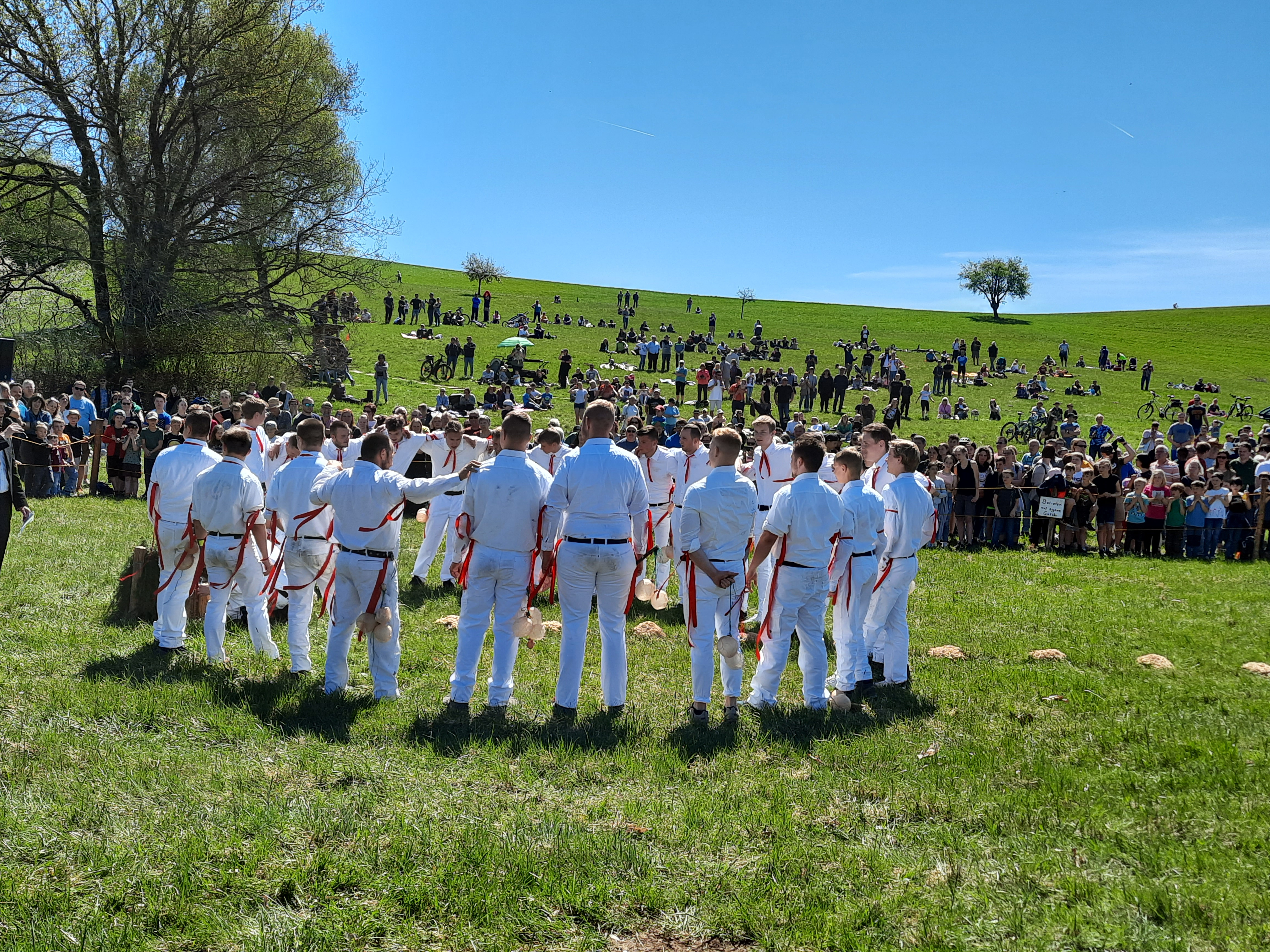
Beginn des Eierspringens 2022 in Eichen

Eichen ist einer der Orte, in denen an Ostermontag das Eierspringen durchgeführt wird. Der Spielort ist der Boden des ausgetrockneten Eichener Sees. Hier sammeln sich jeweils einige hundert Zuschauer, die sich auch als Eierdiebe betätigen können. Ein Läufer (Eierleger) legt die am Vortag im Dorf gesammelten Eier auf Häufchen aus Sägemehl aus, während eine Anzahl junger Burschen die Eier bewachen. Eierdiebe müssen riskieren Schläge durch die Wachen mit »„Saubloodere“ (Stock mit angebundenen, aufgeblasenen Schweinsblasen)« und später auch ein Make-up aus Schuhcreme. Das Spiel endet, wenn zwei Läufer, die bei Beginn des Eierauslegens gestartet sind, mit einer Weinflasche aus dem Nachbardorf Kürnberg zurückkehren. Der Eierleger hat die Aufgabe am Ende die Eier wieder einzusammeln – gelingt dies nicht vor Eintreffen der beiden Läufer, so hat er verloren.
2007 wurde ein Dorfmuseum eröffnet, das durch eine Bürgerinitiative initiiert wurde aus der dann der Bruuchtumsverein Eie e. V. entstand.

## Vereine
Im sozialen Leben Eichens spielen die Sportgemeinschaft Eichen (SG Eichen) und der Gesangverein Eichen e. V. eine Rolle. Die SG Eichen hat ihren sportlichen Schwerpunkt beim Ringen.

## Verkehr
Die Bundesstraße 317 umgeht den Ortsteil Eichen in nord-südlicher Richtung verlaufend und tangiert ihn dabei. Die Bundesstraße 518 führt dabei von Westen nach Osten, nördlich an Eichen vorbei, und überwindet dabei die Eichener Höhe.